# Максим Плакущенко
Максим Плакущенко (івр. מקסים פלקושצ'נקו; нар. 4 січня 1996, Вінниця, Україна) — ізраїльський футболіст українського походження, півзахисник «Маккабі» (Хайфа).

## Життєпис
Максим народився у Вінниці. У 3-річному віці разом з батьками емігрував до Ізраїлю, родина оселилася в місті Кір'ят-Ата.

### Клубна кар'єра
У 6-річному віці розпочав займатися футболом у дитячій команді «Хапоеля» (Хайфа). Дебютував за дорослу команду клубу 21 лютого 2015 року в переможному (2:0) поєдинку проти «Маккабі» (Тель-Авів), вийшовши на футбольне поле на 90-й хвилині. На початку сезону 2015/16 років також відіграв зіграв один матч у Кубку Тото, а 9 квітня 2016 року вперше вийшов у стартовому складі першої команди в переможному (3:2) поєдинку проти «Хапоеля» (Акко), також у цьому матчі відзначився дебютним голом у дорослому футболі. Потім зіграв у 3-х поспіль матчах у Прем'єр-лізі, в яких відзначився 1 голом, та допоміг «Хапоелю» зберегти прописку в еліті ізраїльського футболу.
У сезоні 2016/17 років відзначився 4-а голами в 27-и матчах Прем'єр-ліги. У сезоні 2017/18 років здебільшого виходив на поле з лави для запасних, проте загалом зіграв 35 матчів у Прем'єр-лізі, в яких відзначився 4-а голами, допоміг команді вийти до чемпіонського плей-оф та посісти 4-е підсумкове місце. Також наприкінці сезону виграв кубок Ізраїлю. Максим вийшов на поле в переможному (3:1) фінальному поєдинку проти єрусалимського «Бейтара», в якому відзначився голом.
23 січня 2019 року підписав 3,5-річний контракт з «Маккабі» (Хайфа), сума відступних склала 150 000 євро. 25 липня 2019 року дебютував за нову команду в програному (1:3) поєдинку кваліфікації Ліги Європи проти «Страсбура».

### Кар'єра в збірній
У 2012 році отримав запрошення до юнацької збірної Ізраїлю U-19, у футболці якої провів 2 матчі. Потім зіграв 5 матів у збірній U-18 (відзначився 1 голом). У 2013 році отримав запрошення до молодіжної збірної Ізраїлю, за яку провів 5 поєдинків. 31 травня 2016 року дебютував за головну збірну в товариському поєдинку проти збірної України (U-21). 2 червня 2016 року відзначився дебютним голом за ізраїльську «молодіжку» в товариському поєдинку проти сербських однолітків.
У 2018 році отримав дебютний виклик до національної збірної Ізраїлю.

## Статистика виступів

### Клубна
Станом на 27 січня 2019.
| Сезон                       | Команда                     | Чемпіонат                   | Чемпіонат | Чемпіонат | Нац. кубок | Нац. кубок | Нац. кубок | Конт. кубок | Конт. кубок | Конт. кубок | Інші кубки | Інші кубки | Інші кубки | Загалом | Загалом | Загалом |
| Сезон                       | Команда                     | Змаг                        | Матчі     | Голи      | Змаг       | Матчі      | Голи       | Змаг        | Матчі       | Голи        | Змаг       | Матчі      | Голи       | Матчі   | Голи    |         |
| --------------------------- | --------------------------- | --------------------------- | --------- | --------- | ---------- | ---------- | ---------- | ----------- | ----------- | ----------- | ---------- | ---------- | ---------- | ------- | ------- | ------- |
| 2014-2015                   | «Хапоель» (Хайфа)           | ЛХА                         | 1         | 0         | КІ+КТ      | 0          | 0          |             | -           | -           |            | -          | -          | 1       | 0       |         |
| 2015-2016                   | «Хапоель» (Хайфа)           | ЛХА                         | 5         | 3         | КІ+КТ      | 0+1        | 0          |             | -           | -           |            | -          | -          | 6       | 3       |         |
| 2016-2017                   | «Хапоель» (Хайфа)           | ЛХА                         | 28        | 4         | КІ+КТ      | 2+7        | 0+2        |             | -           | -           |            | -          | -          | 37      | 6       |         |
| 2017-2018                   | «Хапоель» (Хайфа)           | ЛХА                         | 35        | 4         | КІ+КТ      | 5+4        | 1+0        |             | -           | -           |            | -          | -          | 44      | 5       |         |
| 2018-2019                   | «Хапоель» (Хайфа)           | ЛХА                         | 18        | 2         | КІ+КТ      | 1+1        | 0          | UEL         | 4           | 0           | SI         | 1          | 0          | 25      | 2       |         |
| Усього за «Хапоель» (Хайфа) | Усього за «Хапоель» (Хайфа) | Усього за «Хапоель» (Хайфа) | 87        | 13        |            | 21         | 3          |             | 4           | 0           |            | 1          | 0          | 113     | 16      |         |
| 2018-2019                   | «Маккабі» (Хайфа)           | ЛХА                         | 1         | 0         | КІ+КТ      | 0±         | 0          |             | -           | -           |            | -          | -          | 1       | 0       |         |
| Усього за кар'єру           | Усього за кар'єру           | Усього за кар'єру           | 88        | 13        |            | 21         | 3          |             | 4           | 0           |            | 1          | 0          | 114     | 16      |         |

## Досягнення

### Клубні
«Хапоель» (Хайфа)
- Кубок Ізраїлю
  -  Володар (1): 2017/18

- Суперкубок Ізраїлю
  -  Володар (1): 2018